# Brachypalpus valgus
Brachypalpus valgus es una especie de mosca sírfida. Se distribuyen por Europa.